# Reserva natural nacional de Ordos de gaviota relicta

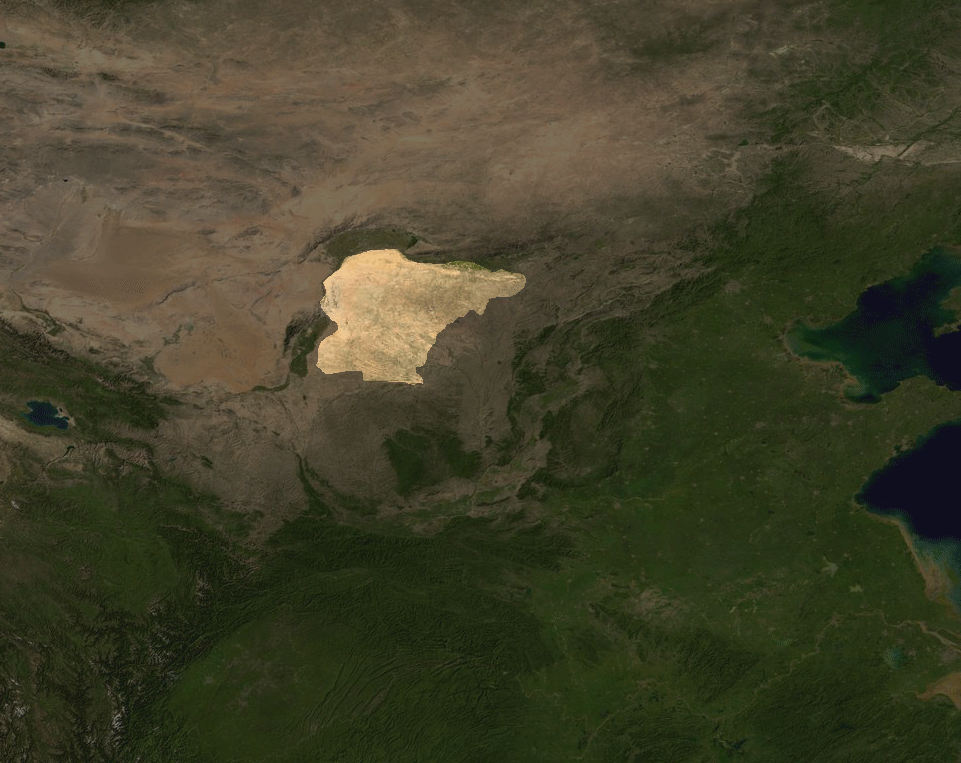
Desierto de Ordos

La Reserva natural nacional de Ordos de gaviota relicta se encuentra en el distrito de Dongsheng, en la bandera (división administrativa) de Ejin Horo, en la ciudad de Ordos, en la región autónoma de Mongolia Interior. Establecida en 1998, se creó para proteger el humedal y la gaviota relicta, un ave de nivel de protección máximo. La reserva tiene una extensión de 147,7 km².

## Características
La reserva (ORGR) está localizada en el área del lago Taolimiao-Alashan, en el corazón de la meseta de Ordos, en el tramo superior del río Amarillo. El terreno es más alto en el lado occidental. El norte es una llanura aluvial y el centro es el desierto de Muus y el desierto de Khoqui. La zona de Ordos tiene un clima templado típico clima continental y precipitaciones concentradas entre julio y septiembre con tormentas de arena y polvo en primavera. La ORGR está a unos 45 km al oeste del distrito urbano Dongsheng de la ciudad de Ordos, y ocupa 45 km2, una zona que, incluye un lago de 10,2 km² de tamaño. Las gaviotas crían en colonias situadas en islas en los lagos salinos, fuera del alcance de humanos y animales. Cuando el lago sube se inundan y, cuando baja, quedan unidas a la orilla en un frágil ecosistema. Otras especies de aves en la zona son el cisne cantor, el pato mandarín, el ánsar común y especies más raras como la cigüeña oriental, la urraca común y el pigargo europeo. La declinación nidos de gaviota relicta supuso pasar de 3594 nidos en 1998 a cero en 2004 y 6 en 2005, pero luego se produjo un rápido incremento debido al éxito de los programas de conservación en el lago Hongjian.

## Reducción del hábitat e intrusiones
En 2016, no se encontraron rastros de gaviotas relictas en la zona. El Ministerio de Protección Medioambiental publicó un informe criticando la devastación de la reserva (abreviada como ORGR). Las autoridades culparon a la falta de lluvia, pero las causas podrían haber sido la construcción de presas, que redujo la disponibilidad de agua fuera de los embalses, y el ecoturismo (260.000 visitas en junio de 2003), que interrumpió las actividades de cría de las gaviotas, que abandonaron la zona. En 2002 se construyó un complejo de ecoturismo en la zona, Shizhen Garden, con yurtas para albergar hoteles, restaurantes y tiendas de recuerdos.
En 2019 se contabilizaron en a zona 3000 gaviotas de las 12.000 que se consideraba que hay en el mundo repartidas en cuatro colonias. Ordos, con sus lagos de agua salada y alcalina es el lugar ideal para la cría de estas aves que llegan a millares en primavera y permanecen en la zona hasta finales de agosto.

## Sitio Ramsar de Erduosi
En 2002, se declara sitio Ramsar número 1148 la reserva natural nacional de Erduosi, que es el nombre en pinyín de Ordos (È'ěrduōsī; en chino tradicional, 鄂爾多斯). El sitio Ramsar tiene una extensión de 76,8 km² (39°48′N 109°35′E). Se trata del típico terreno de pastos euroasiático mezclado con desierto asiático (una parte del desierto de Ordos) de una alta fragilidad ecológica, que alberga una gran cantidad de lagos y estanques permanentes de agua dulce y salada. El sitio acoge unas 15.000 gaviotas relictas (Larus relictus) que se reproducen en mayo, dando lugar al 60% de la población mundial de esa especie; también están presentes otras 81 especies de aves acuáticas, incluidos números significativos de cisne cantor (Cygnus cygnus) y tarro canelo (Tadorna ferruginea). En las áreas circundantes, unas 3.900 personas dependen de la agricultura, la silvicultura y el pastoreo de ganado a pequeña escala para su sustento. La desertificación y la erosión del suelo, así como la extracción excesiva de agua subterránea en esta área adyacente a los desiertos de Maowusu y Kubuqi, se consideran amenazas potenciales. El uso de la tierra está bajo un régimen de planificación integral bajo la autoridad de la Reserva Natural.